# Lita (Imbabura)

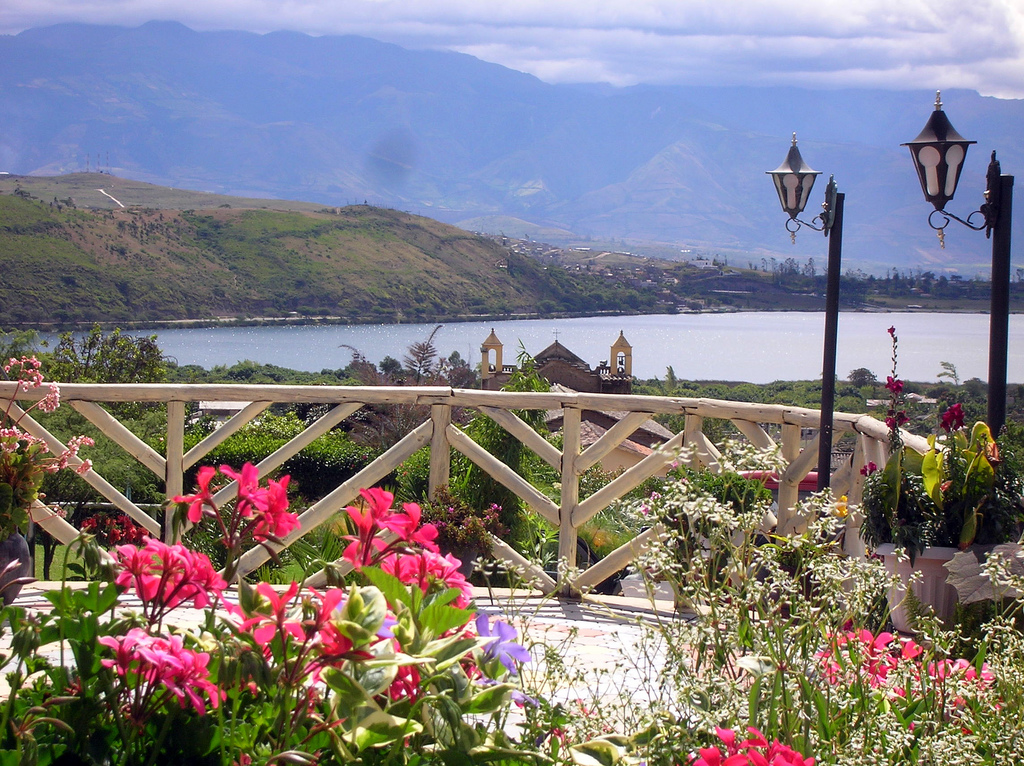
Quinta San Miguel Yahuarcocha

Lita ist eine Ortschaft und eine Parroquia rural („ländliches Kirchspiel“) im Kanton Ibarra der ecuadorianischen Provinz Imbabura. Die Parroquia besitzt eine Fläche von 238,35 km². Die Einwohnerzahl lag im Jahr 2010 bei 3349. Für das Jahr 2020 wurde eine Einwohnerzahl von 4225 prognostiziert. Die lokale Bevölkerung besteht mit mindestens 58 Prozent überwiegend aus Mestizen. Etwa 2,2 Prozent sind Angehörige der indigenen Volksgruppe der Awa. Daneben gibt es Mulatten, Afroecuadorianer, Schwarze, Weiße und Montubio.

## Lage
Die Parroquia Lita liegt in den westlichen Anden im Norden von Ecuador. Das Gebiet liegt in Höhen zwischen 492 m und 2200 m. Der Río Mira fließt entlang der nördlichen Verwaltungsgrenze nach Nordwesten. Dessen linker Nebenfluss Río Lita begrenzt das Areal im Westen. Die Mira-Zuflüsse Río Parambas und Río Cachaco sowie der Lita-Zufluss Río Verde durchqueren das Verwaltungsgebiet. Die Cordillera de Chilluri verläuft mittig in WNW-OSO-Richtung durch die Parroquia. 
Der etwa 580 m hoch gelegene Hauptort Lita befindet sich 68 km nordnordwestlich der Provinzhauptstadt Ibarra an der Einmündung des Río Lita in den Río Mira. Die Fernstraße E10 (Ibarra–San Lorenzo) führt entlang dem linken Flussufer des Río Mira und passiert dabei Lita.
Die Parroquia Lita grenzt im Norden an die Provinz Carchi mit der Parroquia Jacinto Jijón y Caamaño, im Osten an die Parroquia La Carolina, im Süden an die Parroquia La Merced de Buenos Aires (Kanton San Miguel de Urcuquí) sowie im Westen an die Provinz Esmeraldas mit der Parroquia Alto Tambo (Kanton San Lorenzo).

## Orte und Siedlungen
In der Parroquia gibt es 4 Barrios: Central, El Mirador, La Pradera und Las Flores. 
Ferner gibt es folgende 15 Comunidades:
- Cachaco
- El Carmen de Santa Cecilia
- Getsemaní
- La Chorrera
- La Colonia
- La Esperanza de Río Verde
- Palo Amarillo
- Parambas
- Río Verde Alto
- Río Verde Bajo
- Río Verde Medio
- San Francisco
- Santa Cecilia
- Santa Rita de Cachaco
- Santa Rosa de Cachaco

## Geschichte
Die Parroquia Lita wurde am 15. August 1950 gegründet. Zuvor gehörte das Gebiet zur Parroquia La Carolina.